# Uređivanje RNK
Uređivanje RNK je biološki proces u RNK.
Proces se odvija na razini molekula. U ovim molekulskim procesima uključeni su posttranskripcijska promjena nukleotida molekule RNK na kodirajuću DNK. Zbog toga su obično neophodni da bi se uspostavila biološka funkcija molekula. 
Kod eukariota, proces se odvija u tjelešcima koja sadrže kodirajuću DNK. Stanična tjelešca u kojima se zbiva su:
- kod životinja u jezgri i mitohondrijima
- kod biljaka i životinja u mitohondrijima
- kod kopnenih biljaka u plastidima

Kod virusa zabilježen je kod određenih skupina RNK virusa poput virusa ebole, hepatitisa delta, virusa newcastle i dr.
Kod prokariota proces nije bio dosad razmatran. Tek ga novija istraživanja spominju kod arheja.
Pojam uređivanja RNK ne obuhvaća izrezivanje introna, ni stavljanje kape na 5'-kraj niti dodavanje višestrukih adenozina 3'-kraja mRNK.
Uređivanju RNK podliježu ove skupine molekula RNK:
- RNK koje kodiraju bjelančevine (mRNK oblikuje kod bjelančevinama)
- RNK koje ne kodiraju bjelančevine (ne oblikuju kod bjelančevinama):

- rRNK
- tRNK
- miRNK
- srRNK
- duga nekodirajuća RNK

Mehanizmi kodiranja variraju prema vrstama. Obuhvaćamo ih u dvjema glavnim skupinama. Kriteriji su:
- opisivanje kranjeg rezultata uređivanja
- supstitucije, pri čemu se ne mijenja broj nukleotida. Zamjenjuje se postojeći nukleotid drugim procesom deaminacije. Većina deaminacija je u pravcu C→U i A→I. Manjinske deaminacije su U→C, G→A i U→A.
- delecije/insercije, pri čemu se mijenja broj nukleotida. Tomu prethodi pucanje ili stvaranje fosfodiesterske veze. Iz ovog slučaja dolazi najproučavaniji primjer, zbog kojeg je proces i nazvan uređivanjem RNK. To je posttranskripcijska insercija, a rjeđe delecija uridina kod mitohondrijske mRNK praživotinja razreda kinetoplastida.

Skupine organizama imaju svaka svoj mehanizam koji se rijetko sreće kod drugih skupina. Zato se kaže da uređivanje RNK ima mjesnu filogenetičku raspodjelu. Iz te činjenice slijedi zaključak da sustav uređivanja nema zajedničkog pretka, nego su ga svaka razvojna crta razvila svoj mehanizam te je proces evolucijski mlađi.

## Vanjske poveznice
- Analiza kodirajućih regija u genomu  Arhivirana inačica izvorne stranice od 13. travnja 2017. (Wayback Machine)